# فیلیپ دوکن
فیلیپ دوکن (انگلیسی: Philippe Duquesne؛ زادهٔ ۳۰ ژوئن ۱۹۶۵) بازیگر و کمدین اهل کشور فرانسه است.

## فیلمشناسی:
- حقیقت درباره چارلی
- عشاق
- یکشنبه طولانی نامزدی
- به استیکز خوش آمدید
- الیزا
- اگر من یک مرد ثروتمند بودم
- زنان طبقۀ ششم
- ۱۵ سال و نیم
- تاریخچه جنسی یک خانواده فرانسوی
- بریگاد ببر
- شاده
- پرستاری از کودک
- بهشت
- قرار ملاقات دو ناشناس